# جون هنري وايت
جون هنري وايت (بالإنجليزية: John Henry White)‏ هو لاعب كرة القدم الكندية أمريكي، ولد في 28 أغسطس 1955 في شريفبورت في الولايات المتحدة.